# Internazionali Femminili di Palermo 2007
Gli Internazionali Femminili di Palermo 2007 sono stati un torneo femminile di tennis giocato sulla terra rossa. È stata la 20ª edizione degli Internazionali Femminili di Palermo, che fa parte della categoria Tier IV nell'ambito del WTA Tour 2007. Si è giocato a Palermo in Italia, dal 16 al 22 luglio 2007.

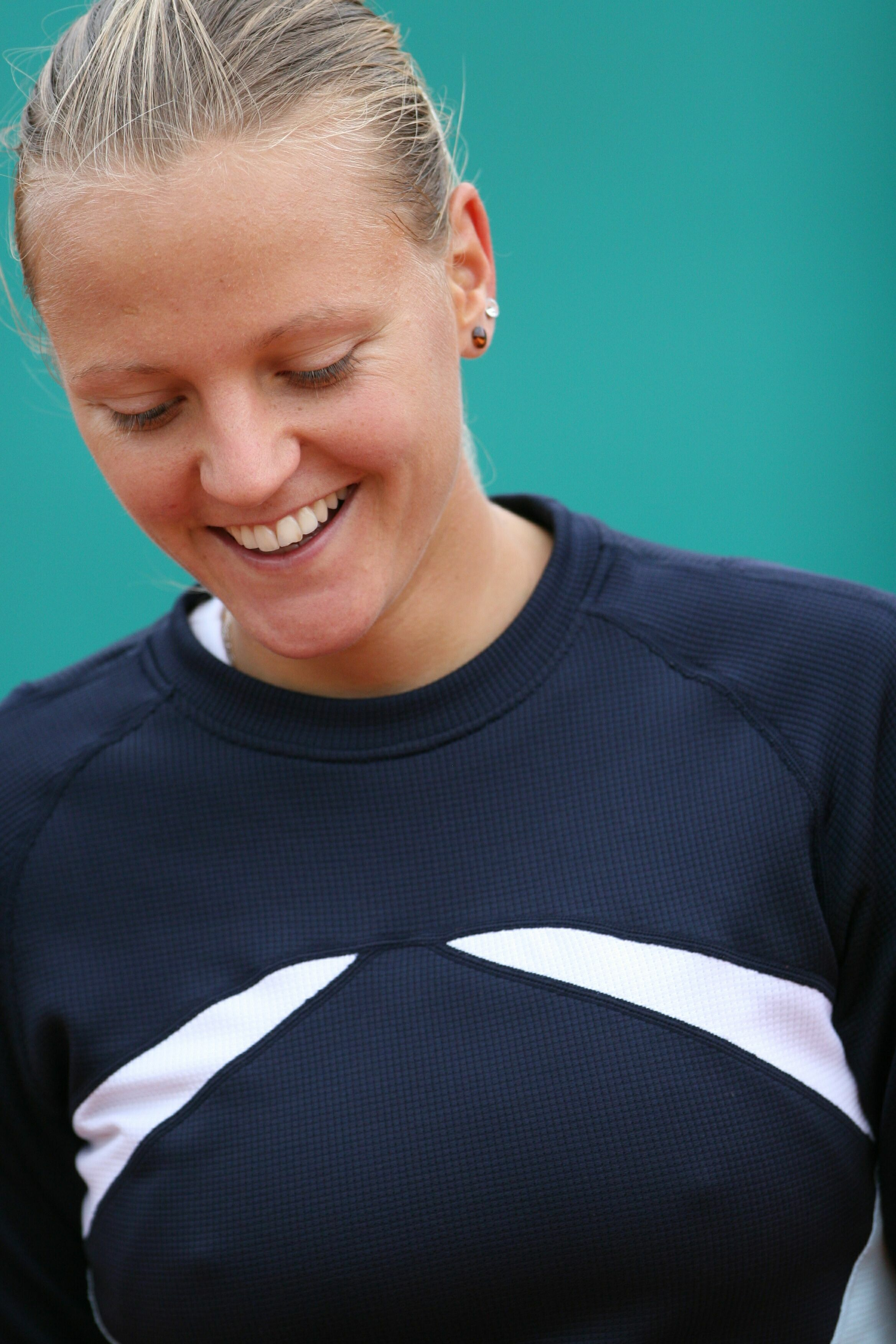
Agnes Szavay

## Campioni

### Singolare
Ágnes Szávay ha battuto in finale  Martina Müller con il punteggio di 6–0, 6–1

### Doppio
Marija Korytceva /  Darya Kustava ha battuto in finale  Alice Canepa /  Karin Knapp con il punteggio di 6–4, 6–1